# Richard Hyland
Richard Francis Hyland (ur. 26 lipca 1901 w San Francisco, zm. 16 lipca 1981 w Wawonie) – amerykański sportowiec, olimpijczyk, zdobywca złotego medalu w turnieju rugby union na Letnich Igrzyskach Olimpijskich w 1924 roku w Paryżu.

## Kariera sportowa
Podczas studiów na Uniwersytecie Stanforda występował w barwach Stanford Cardinal w wielu dyscyplinach sportu, najlepsze wyniki osiągając w futbolu amerykańskim, lekkoatletyce i baseballu.
Z reprezentacją Stanów Zjednoczonych zagrał w turnieju rugby union na Letnich Igrzyskach Olimpijskich 1924. Wystąpił w obu meczach tych zawodów, w których Amerykanie na Stade de Colombes pokonali 11 maja Rumunię 37–0, a tydzień później Francję 17–3. Wygrywając oba pojedynki Amerykanie zwyciężyli w turnieju zdobywając tym samym złote medale igrzysk.
Były to jego jedyne występy w reprezentacji kraju, a wraz z pozostałymi amerykańskimi złotymi medalistami w rugby union został w 2012 roku przyjęty do IRB Hall of Fame.
Z futbolową drużyną Stanford trenowaną przez Popa Warnera zaliczył bez porażki sezon 1926 zdobywając mistrzostwo NCAA wspólnie z również niepokonanym zespołem Alabama Crimson Tide i dwukrotnie, w latach 1927–28, grał w Rose Bowl Game. Ceniony był za umiejętności w otwartej grze, co przyniosło mu przydomek Tricky Dick i miejsce w Stanford Athletic Hall of Fame w 1961 roku.

## Kariera zawodowa
Po zakończeniu kariery sportowej został dziennikarzem w Los Angeles Times, próbował również swoich sił jako reżyser.